# Anna-Kinderspital

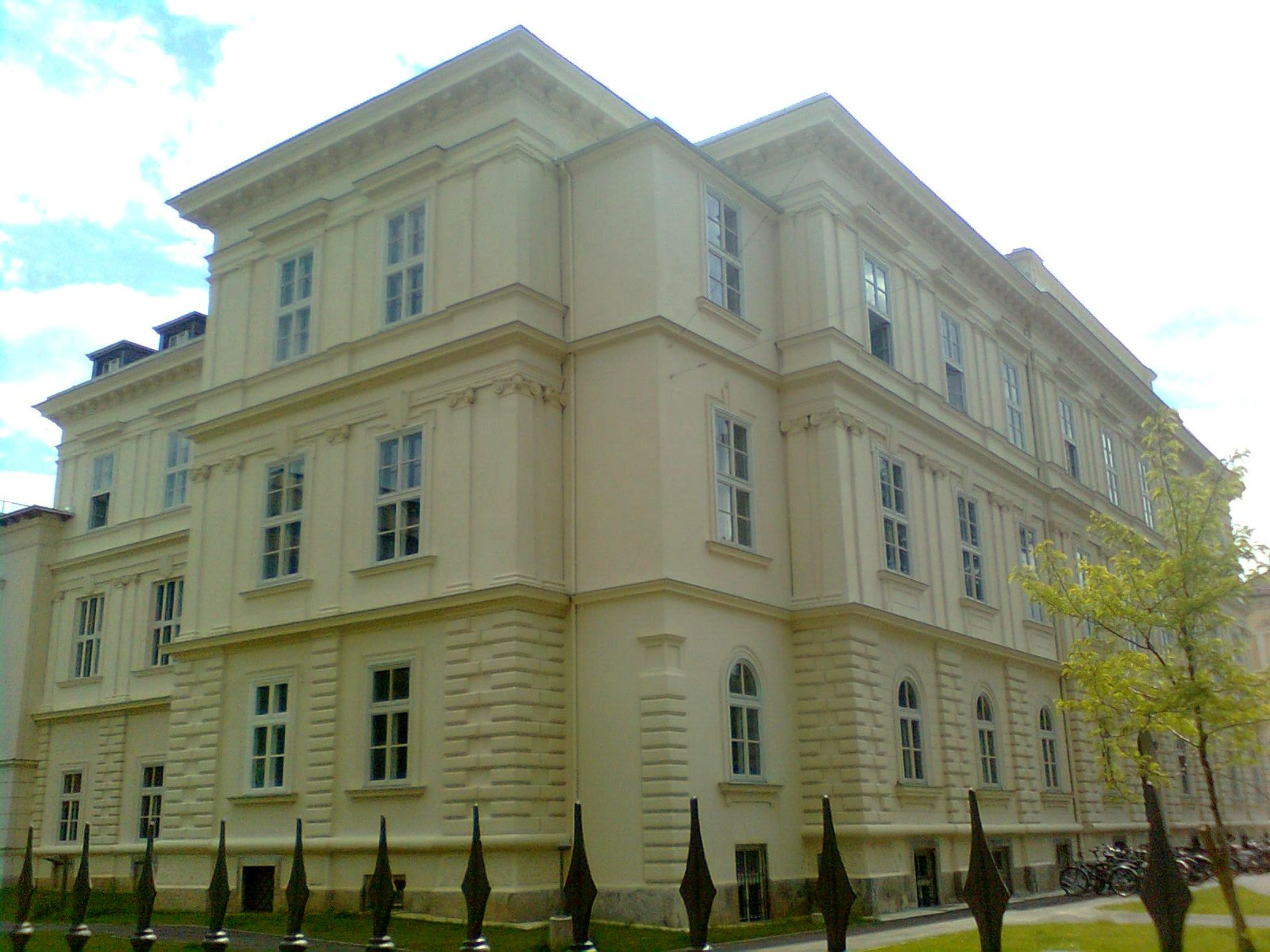
Ehemaliges Kinderspital in der Mozartgasse

Das Anna-Kinderspital war ein Kinderspital in Graz, das nach dem St. Anna Kinderspital in Wien das zweitälteste Kinderspital in Österreich-Ungarn war.
Durch den im Jahr 1842 in Graz gegründeten Kinderspitalsverein wurde bereits im Folgejahr ein kleines notdürftiges Kinderspital mit acht Betten in zwei Zimmern errichtet. Wie damals üblich standen diese Einrichtungen unter der Schirmherrschaft bekannter Frauen. In diesem Fall war es Anna Plochl, die spätere Anna Freiin von Brandhofen, Ehefrau von Erzherzog Johann. Das Spital befand sich in der Klosterwiesgasse.

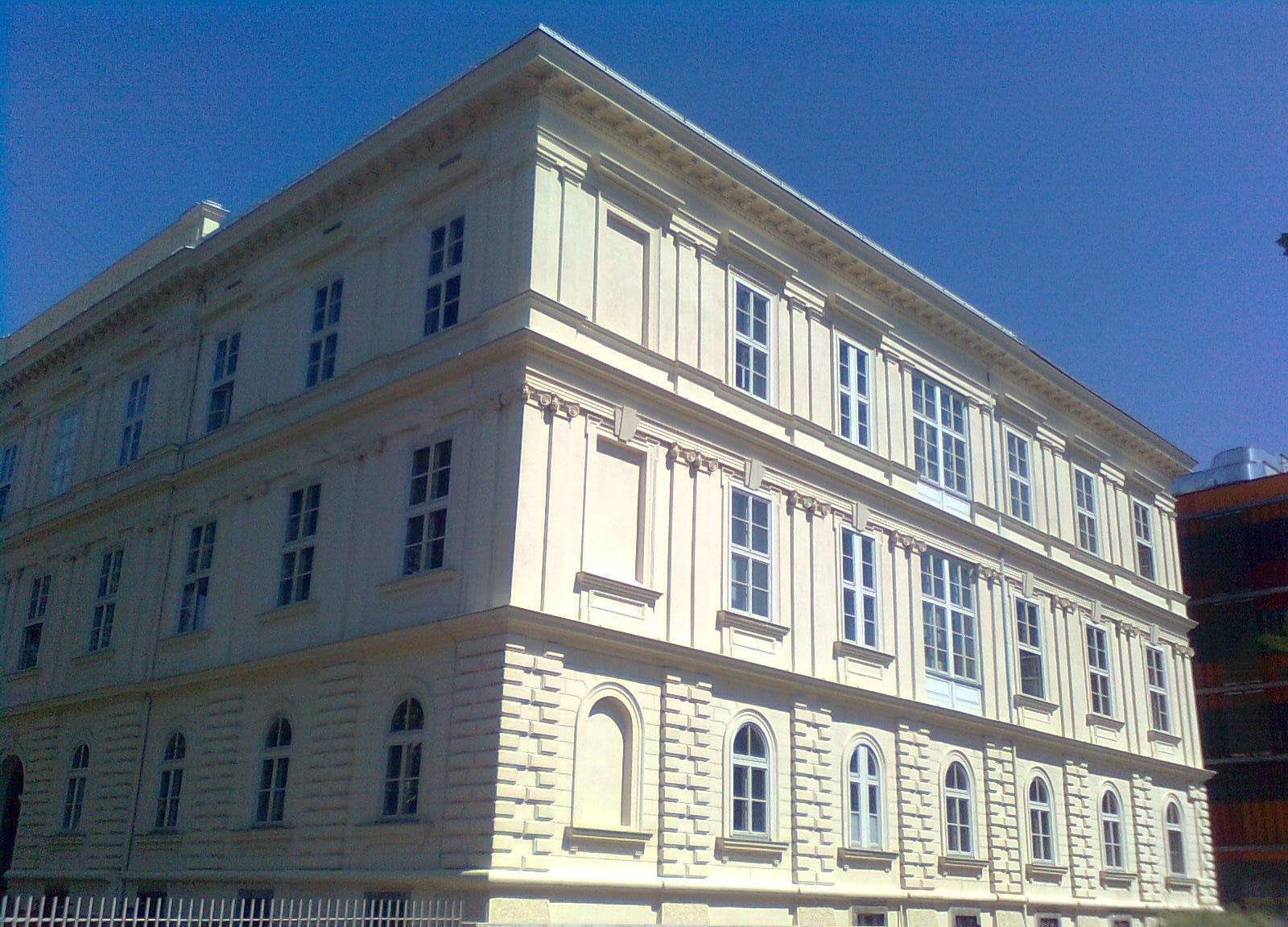
Ostseite

Bereits 1846 konnte das Krankenhaus in einen Neubau, ein einstöckiges Haus in der Mozartgasse in Geidorf, übersiedeln. Bis Juli 1877 dauerte es, bis das Anna-Kinderspital („der Allgemeinen Sparkasse“) im großen Stil in Betrieb gehen konnte. Diesmal bekam es auch den Namen seiner Schutzfrau, der in der Zwischenzeit von Metternich zur Gräfin Anna von Meran erhobenen Anna Plochl. Das 9-achsige Gebäude wies im Keller eine Küche mit Anrichtraum und Speis, eine Waschküche und einen Eiskeller auf.
Neben einer medizinischen und einer chirurgisch-okulistischen Abteilung gab es eine Infektionsabteilung. Leiter der Chirurgie war der slowenische Arzt Benjamin Ipavec, der auch als Komponist bekannt wurde. Unter Theodor Escherich entwickelte sich das Krankenhaus stark weiter. Es erhielt neben einem Isoliertrakt einen Hörsaal, da Escherich als Universitätsprofessor an der Karl-Franzens-Universität Graz tätig war und das Krankenhaus im Jahr 1880 den Status als k.u.k. Universitätsklinik verliehen erhielt. Im Jahr 1905 wurden Hans Spitzy und 1913 Philipp Erlacher seine Nachfolger an der chirurgisch-orthopädischen Abteilung. Im Jahr 1906 sollen – Aufzeichnungen zufolge – 686 Operationen mit 252 Narkosen durchgeführt worden sein.
Nach dem Anschluss 1938 wurde im Haus eine Zollfahndungsstelle eingerichtet, wo ausreisewilligen jüdischen Bürgern ihre Wertgegenstände abgenommen wurden. Im Kinderspital wurden damals auch Selektionen im Sinn der NS-Ideologie vorgenommen.
Erst im Jahr 1969 übersiedelte das damalige Krankenhaus in den Bereich des LKH-Universitätsklinikums, wo es als Universitätsklinik weiterentwickelt wurde. Die dahinterliegende Kinderchirurgie verblieb allerdings noch 20 Jahre länger an diesem Standort, bis auch sie neben der Kinderklinik im LKH neu gebaut wurde. Im ehemaligen Spitalsgebäude in der Mozartgasse, das heute zur Universität Graz gehört, erinnert eine Gedenktafel an die ursprüngliche Nutzung des Hauses. Die alte Kinderchirurgie stand lange leer, erst 2007 erfolgte die Fertigstellung und Eröffnung des Zentrums für Molekulare Biowissenschaften (ZMB).